# Haász Árpád
Haász Árpád, Haasz (Őriszentpéter, 1896. augusztus 16. – Budapest, 1967. március 31.) közgazdász, egyetemi tanár, a közgazdasági tudományok kandidátusa (1952), doktora (1958).

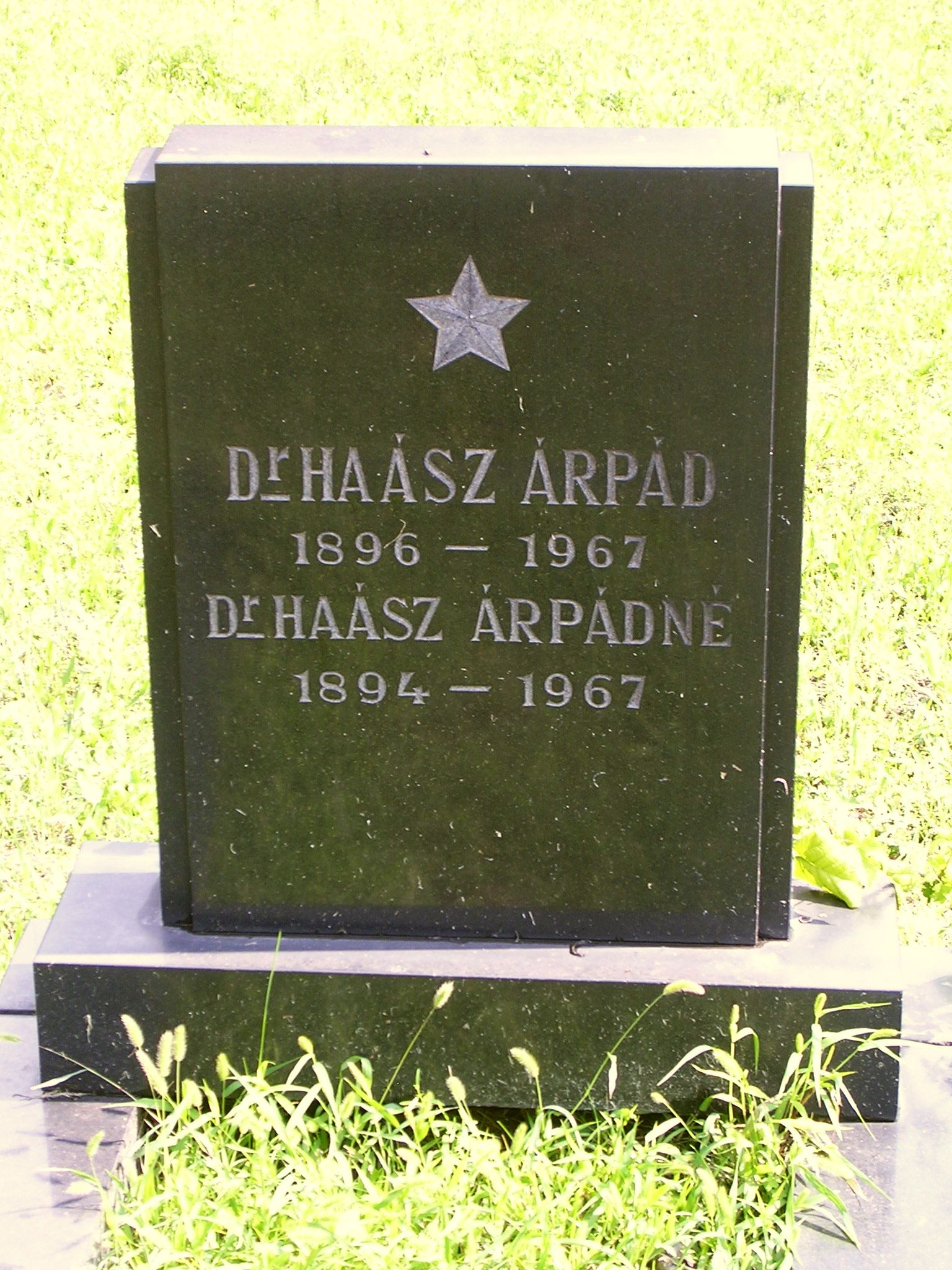
Sírja a Fiumei úti sírkertben (30/2-1-10)

## Élete
Haasz Miksa vegyeskereskedő és Stern Zsófia gyermekeként született zsidó családban. Kisgyermekkorában családja jómódban élt, azonban később elszegényedtek. Középiskolai tanulmányait a keszthelyi bencéseknél kezdte, de tanáraival összeütközésbe került és végül 1914-ben a Szombathelyi Római Katolikus Főgimnáziumában érettségizett. Tanulmányait a Budapesti Tudományegyetem Jogi karán folytatta, ahol 1919-ben jogi doktorátust szerzett. Egyetemi évei alatt eleinte óraadásból tartotta fenn magát, majd a budapesti törvényszéken dolgozott díjnokként, később joggyakornokként. Az első világháború alatt a Galilei Kör tagjaként részt vett a Forradalmi szocialisták antimilitarista mozgalmában, és a szocialista, illetve az illegális kommunista munkásmozgalomban is tevékenykedett. 1918-ban a Kommunisták Magyarországi Pártjának alapítótagja volt. A Tanácsköztársaság alatt az Igazságügyi Népbiztosság, majd a Közoktatási Népbiztosság politikai megbízottja és 1919 márciusa és júliusa között az Ifjúmunkás és Diákszociális Ügyosztály vezetője volt. A proletárdiktatúra bukása után körözést adtak ki ellene, s hetekig a New York kávéház pincéjében bujkált. Végül sikerült Bécsbe emigrálnia és jelentős szerepet vállalt az ottani magyar kommunista emigráció munkájában, majd az Osztrák Kommunista Párt (OKP) központi szervezetében dolgozott; 1925 és 1934 között a bécsi pártvezetőség tagja volt és rendszeresen írt a párt lapjába, a Rote Fahnéba. 1934-ben a „Schutzbund” felkelés után bebörtönözték, de megszökött és Prágán keresztül Svájcba jutott, ahol kapcsolatba került Szőnyi Tiborral. 1936 és 1938 között a moszkvai Lenin Iskola tanára volt. A második világháború kitörésekor Párizsban tartózkodott, ahol az OKP külföldi bizottságánál dolgozott. A háború alatt részt vett a francia ellenállási mozgalomban, azonban letartóztatták és előbb az auschwitzi koncentrációs táborba, majd Mauthausenbe deportálták. A felszabadulását követően ismét Bécsbe ment, ahol az OKP osztályvezetője lett, majd vállalati gazdasági tanácsadóként dolgozott 1948-ig, amikor visszatért Magyarországra. Hazatérése után a Magyar Kommunista Párt Központi Vezetőségének politikai munkatársa , az Államgazdasági Osztály osztályvezető-helyettese lett. A következő évben a Kereskedelmi és Szövetkezetügyi Minisztérium Terv- és Piackutató Főosztályának, majd az Országos Dokumentációs Központ vezetőjeként működött. 1950–1952 között a Magyar Közgazdaságtudományi Egyetem (1953-tól Marx Károly Közgazdaságtudományi Egyetem) Nemzetközi Gazdasági és Politikai Tanszék alapító rendes tanára, 1952–1964 között egyetemi tanára és 1950–1964 között a Tanszék vezetője volt. 1955–1956-ban és 1957–1959 között az Általános Kar dékánja volt. Tagja volt az MSZMP Budapesti Bizottságának, az Országos Béketanácsnak, az UNESCO és a Magyar ENSZ Társaság Intéző Bizottságának is.
Házastársa Weiss Emma (1894–1967) tanítónő volt, Weiss Salamon aranyműves és Lővy Zelma lánya, akit 1919. január 22-én Budapesten, az Erzsébetvárosban vett nőül.
Nyughelye a Fiumei úti sírkert Mozgásmozgalmi Panteonjánál található.

## Főbb művei
- Államosítás vagy társulati rendszer? (Gazdaság, 1946)
- Kereskedelem – politika. (Budapest, 1949)
- A brit imperializmus válsága – az angol reformizmus csődje. (Az MDP Központi Előadói Iroda előadásai. Budapest, 1950)
- Nemzetközi gazdasági és politikai ismeretek. Haász Árpád előadásai. I–II. kötet. Egyetemi jegyzet. (Budapest, 1950–1951. 2. kiadás: 1952, 4. kiadás: 1955, I–IV. kötet. új kiadás: 1955–1956)
- A szocializmus felépítése a Német Demokratikus Köztársaságban. (Társadalmi Szemle, 1952)
- Az imperialista hatalmak ellentétei az „európai egység” és Németország kérdésében. (Társadalmi Szemle, 1953)
- A jelenkori kapitalizmus sajátosságairól. – Korunk kapitalizmusának termelési és fogyasztási szerkezete. Az állam, mint gazdasági tényező a jelenkori kapitalizmusban. (Közgazdasági Szemle, 1957)
- Egyetemünk szerepe a népgazdaság és a közgazdaság-tudomány területén. (A Magyar Közgazdaság-tudományi Egyetem Évkönyve. 1958. Budapest, 1959)
- A századeleji magyar társadalom és a Galilei Kör (Valóság, 1959)
- A revizionizmus elleni harc néhány elvi kérdése (Közgazdasági Szemle, 1959)
- Az állam gazdasági szerepének változása a kapitalizmus fejlődési folyamatában (Társadalmi Szemle, 1960)
- Korunk kapitalizmusa. I–II. kötet. Háy Lászlóval, Nyilas Józseffel, Ripp Gézával. (Budapest, 1961, 2. átdolgozott és bővített kiadás: 1964)

## Díjai, elismerései
- A Munka Vörös Zászló Érdemrendje (1956)
- Munka Érdemrend (1960)
- Munka Érdemrend arany fokozata (1965)[6]